# ديرغ
دِرْغ أو درچ (بالأمهرية: ደርግ)‏ وتعني اللجنة أو المجلس وترمز اختصارا إلى اللجنة التنسيقية للقوات المسلحة والشرطة والجيش حيث يقصد بهذه التسمية الحكومة العسكرية المؤقتة لإثيوبيا الاشتراكية وهو الاسم الرسمي السابق لجمهورية إثيوبيا الشعبية الديمقراطية بدء من سنة 1974م إلى سنة 1991م والتي اطاحت بحكم الإمبراطور هايلي سيلاسي وبعد فترة قليلة تم تكوين هذه اللجنة لتشكيل حكومة جديدة وفي سنة 1975 أدارت البلاد حكومة شيوعية مدعومة من الإتحاد السوفييتي وكوبا وبين سنتي 1975-1987 قامت هذهِ الحكومة بسجن عشرات الآلاف من المواطنين الإثيوبيين.
في سنة 1987 ألغى منغستو هيلا مريام اسم درچ واستبدله بجمهورية إثيوبيا الشعبية الديمقراطية، وبعد سنوات إندلع نزاع عرقي في البلاد أنهى حكم منغستو في سنة 1991 وأدى إلى انفصال إريتريا عن إثيوبيا وانتهاء الحكم الشيوعي وفرار منغستو هيلا مريام إلى خارج البلاد .